# Ищи своих
«Ищи своих» — украинский интернет-проект для поиска родственников погибших или взятых в плен российских военных, участвовавших во вторжении в Украину. Адрес сайта 200rf.com — отсылка к советской маркировке грузов с телами погибших военных. Сайт и другие площадки «Ищи своих» начали работу 26 февраля 2022 года под эгидой МВД Украины.

## Контекст
Несмотря на очевидное военное превосходство, в первый месяц вторжения в Украину Россия понесла тяжёлые потери, но не смогла добиться основных военных целей — рассеять украинские силы, добиться превосходства в воздухе, захватить и удержать значительные территории на большинстве направлений. Независимые эксперты оценивали число погибших российских военных до 1000 человек в день в первую неделю вторжения, а украинские власти 7 марта сообщали о 2000 взятых в плен россиянах. По итогам боёв в марте 2022 года украинская сторона оценивала потери России в 17 тысяч, не считая раненых и захваченных в плен. Россия же признавала гибель только 1351 солдата, что сторонние наблюдатели характеризовали как сильно заниженную оценку. 
Уже в первые дни вторжения Украина начала вести единую базу погибших и пленённых российских военных, информацию о которых передавали украинские военнослужащие на местах. Тела погибших пытались идентифицировать по документам или армейским жетонам, а в их отсутствие проводился ДНК-тест. Первое время украинская сторона хранила мёртвых россиян в вагонах-рефрижераторах, но — как утверждали представители Украинских железных дорог — российские власти не забрали тела. С наступлением весны и потепления накопившиеся тела российских военных начали гнить, часть из них была без идентификации захоронена в братских могилах. 

## История
Проект «Ищи своих», включавший сайт, телеграм-канал и другие площадки, был запущен 27 февраля 2022 года — на третий день после начала вторжения. Его адрес — 200rf.com — был отсылкой к грузу-200, советской маркировке грузов с телами погибших военных, которая стала широко известна во время вторжения СССР в Афганистан. На сайте и других ресурсах «Ищи своих» публиковались фотографии и видеозаписи с пленными и погибшими военными, документы, жетоны и другие данные, которые позволяли идентифицировать человека. Семьи военных могли искать родственников на снимках или оставить данные для сопоставления со списками военнопленных и погибших. 
Проект был запущен под эгидой Министерства внутренних дел Украины с заявленной целью помочь россиянам найти своих родственников, пропавших на войне. Меньше писали о второй цели — донести до российских граждан реальную ситуацию на фронте, вызвать общественное недовольство числом жертв, способствовать росту антивоенных настроений и подорвать мораль солдат противника. Подобным образом во время вьетнамской войны действовали власти Северного Вьетнама, которые публиковали снимки пленных американцев, однако интернет обеспечил украинскому проекту намного больший охват.
Уже в день запуска Роскомнадзор заблокировал сайт «Ищи своих» по требованию Генеральной прокуратуры и в дальнейшем требовал от «Телеграма» удаления ботов «Ищи своих». Мессенджер проигнорировал требования регулятора и был позднее оштрафован на 4 млн рублей.

## Принцип работы
«Ищи своих» стал инструментом для поиска информации и запросов к единой базе данных о погибших и захваченных в плен российских военных. Фотографии и видео военнопленных появлялись в канале вместе с информацией об их личности. Некоторые записи были сделаны в ходе допросов, другие — во время организованных проектом звонков родственникам в Россию.
Помимо записей с живыми военнопленными «Ищи своих» публиковал фотографии погибших, в том числе изображения изуродованных тел — разорванных снарядами, сгоревших в боевой технике, брошенных в снегу. Иногда снимки сопровождались информацией, которая могла помочь идентифицировать погибшего, но зачастую при них не было ни жетонов, ни бумаг. Родственникам военнослужащих предлагалось искать своих близких в ленте сообщений или обращаться через форму. В частности, они могли передать данные ДНК-теста для поиска по списку тел, которые не удалось идентифицировать. 
Независимым журналистам из международного BBC и российских «Вёрстки» и Republic удалось подтвердить личности ряда военнослужащих из списков проекта «Ищи своих», в т.ч. призывников, мобилизованных, а также российских военных, воспользовавшихся горячей линией для безопасной сдачи в плен «Хочу жить».
Некоторые пленные соглашались на интервью с координатором «Ищи своих», журналистом и блогером Владимиром Золкиным. Он отмечал, что многие не понимали целей вторжения; некоторые не знали, что едут на войну; другие цитировали нарративы российской пропаганды про угрозу НАТО, украинских биолабораториях и планах нападения на Россию и Беларусь, а третьи признавали, что отправились в Украину за заработком.

## Соблюдение прав военнопленных
Гуманитарная организация Human Rights Watch выражала обеспокоенность, что публикация снимков и видеозаписей с российскими военнопленными в некомфортных для них условиях и обнародование их личной информации может нарушать их права, гарантированные Женевской конвенцией. Международный комитет Красного Креста придерживался схожей позиции, но отмечал, что хотя I протокол к третьей Женевской конвенции (о военнопленных) действительно запрещал раскрытие личных данных во избежание праздного любопытства, исключение составляли случаи, когда информация представляет большой общественный интерес или раскрывается в интересах самих военнопленных.
Опрошенные СМИ эксперты отмечали, что нарушения правил обращения с военнопленными не должны игнорироваться даже если кажутся несущественными на фоне военных преступлений России. Украинская сторона утверждала, что соблюдает требования международных соглашений и получает у пленных согласие на раскрытие информации и видеосъёмку.

## Связанные проекты
Помимо «Ищи своих», информацию о пленённых российских военных предоставляют горячая линия «Вернись живым из Украины». Телеграм-бот и горячая линия «Хочу жить» помогают военнослужащим безопасно сдаться в плен (в России добровольная сдача в плен с 2022 года карается заключением на срок от 3 до 10 лет). В рамках проектов «Вернём матери сына» и «Вернём жене мужа» женщины могут приехать в Украину за своими близкими.